# 廖见河
RIVER（1972年6月22日—）是台灣的漫畫家，本名廖見河，出生於臺中市。曾服役於中華民國陸軍空降特戰部隊獨立七一旅。其代表作為《RIVER's 543》系列。

## 人物
台灣熱門的網路四格漫畫家，作品曾經在台灣Yahoo奇摩及新浪網上連載，他的作品多以天馬行空的黑色幽默見長，所創造的幾個漫畫人物時而誇張爆笑、時而表達小老百姓的心情，另外也時常諷刺台灣混亂的政治情形，亦不避諱黃色笑話或另類幽默，在網路上已有許多漫迷，近年來作品也開始朝向日本、中國大陆發行。

## 作品一覽
RIVER's 543
在台灣新浪網上連載，由多篇不同的短篇故事合成，截至2012年8月已發行10集（單行本）。其中的一篇，是一隻名叫「小白」的狗看不下去2004年中華民國總統大選的亂象，進而宣佈參選總統的故事；值得一提的是，RIVER筆下的政客永遠都是豬頭人身。另外還有以名為「槍神」的軍事天才以及其養的寵物蟑螂對抗蟑螂大帝的“蟑螂帝國戰爭”系列，以及以吉拉與澎澎為主角的故事長篇，則算是比較正經的形式。已完結。接續故事為RIVER's 543+。
奇摩高校
台灣雅虎「Yahoo奇摩」連載，發行3本（單行本）的校園生活爆笑漫畫，已完結。接續故事為RIVER's 543+。
OL蔡桃桂
一部上班族幽默漫畫，描述蔡桃桂進入一家公司上班，和公司中的愚笨上司、喜愛巴結上司的女職員、具靈能力的女職員、師奶殺手業務員、暴力女職員、超窮酸男同事、敗金女同事、五歲天才經理等人相處的有趣故事。台灣雅虎的連載於2008年8月1日停止連載，之後轉至台灣新浪網上連載。發行4本單行本。作品中包括女主角大多數角色的名字都是食物或飲料的諧音，有：蘿蔔糕、章魚燒、愛玉冰、鹹酥雞、豬血糕、豆腐…等。故事已完結。接續故事為RIVER's 543+。
RIVER漫畫作品集
目前2冊，為RIVER於各媒體連載時的作品集結。
- 自由時報資訊版連載過的「PC總動員」
- 電腦玩家月刊連載的「RiverOnline」
- 科學月刊連載的的「科學vs怪人」
- HERE！雜誌連載的「起司棒」
- HERE！PLUS台中號連載的「食玩單元」

我的社長大人
網路漫畫comico連載作品。
難道長得不帥就只能當個好人嗎？
網路漫畫comico連載作品。與「奇摩高校」和「OL蔡桃桂」為故事延續內容。已完結。接續故事為RIVER's 543+。
RIVER's 543+
將過去連載「RIVER's 543」、「奇摩高校」、「OL蔡桃桂」、「難道長得不帥就只能當個好人嗎？」四部作品合併同一個世界演出。

## 外部連結
- River Comic Studio （页面存档备份，存于）
- RIVER's 543 （页面存档备份，存于）
- 痞客邦部落 （页面存档备份，存于）
- River漫畫 （页面存档备份，存于）